# Eluru
Eluru é uma cidade no estado indiano de Andra Pradexe. É a cede do distrito de Eluru. Está localizada junto à estrada nacional que liga Vijayawada e Visakhapatnam. Eluru era anteriormente denominada Helapuri.

## Geografia
Eluru está localizada a 16° 42′ N, 81° 06′ L. Tem uma elevação média de 22 metros. Junto à cidade existe o lago Kolleru

## Demografia
Segundo o censo de 2001, Eluru tinha uma população de 189.772 habitantes. Os homens constituem 49% da população e as mulheres 51%. Eluru tem uma taxa média de literacia de 70%, acima do valor médio nacional (59.5%): a taxa de literacia é de 75% nos homens, e de  66% nas mulheres. En Eluru, 10% da população está abaixo dos 6 anos de idade.